# Anisarthrus
Anisarthrus is een parasitair geslacht van pissebedden in de familie Bopyridae, en bevat de volgende soorten:
- Anisarthrus okunoi Saito & Shimomura, 2015
- Anisarthrus pelseneeri Giard, 1907